# Raziel
Raziel är en ängel inom kabbalasystemet i den judiska mystiken. Han beskrivs som Mysteriernas ängel.